# Abenójar
Abenójar ist ein Dorf und eine spanische Gemeinde (municipio) mit 1.324 Einwohnern (Stand: 2024) im Südosten der historischen Landschaft La Mancha in der Provinz Ciudad Real in der Region Kastilien-La Mancha in Zentralspanien. 

## Lage und Klima
Abenójar liegt etwa 50 Kilometer ostsüdöstlich von Ciudad Real in einer Höhe von ca. 610 m am Río Agudo. Das Klima ist meist trocken und warm; der spärliche Regen (ca. 480 mm/Jahr) fällt überwiegend in den Wintermonaten.

## Bevölkerungsentwicklung
| Jahr      | 1970 | 1981 | 1991 | 2001 | 2011 | 2021 |
| Einwohner | 2477 | 1884 | 2016 | 1754 | 1605 | 1339 |

Infolge der Mechanisierung der Landwirtschaft, der Aufgabe bäuerlicher Kleinbetriebe („Höfesterben“) und der dadurch ausgelösten „Landflucht“ ist die Einwohnerzahl des Dorfes in der zweiten Hälfte des 20. Jahrhunderts deutlich gesunken.

## Sehenswürdigkeiten
- Kirche Mariä Himmelfahrt (Iglesia de Nuestra Señora de la Asunción)
- Kapelle von La Dehesa
- Rathaus

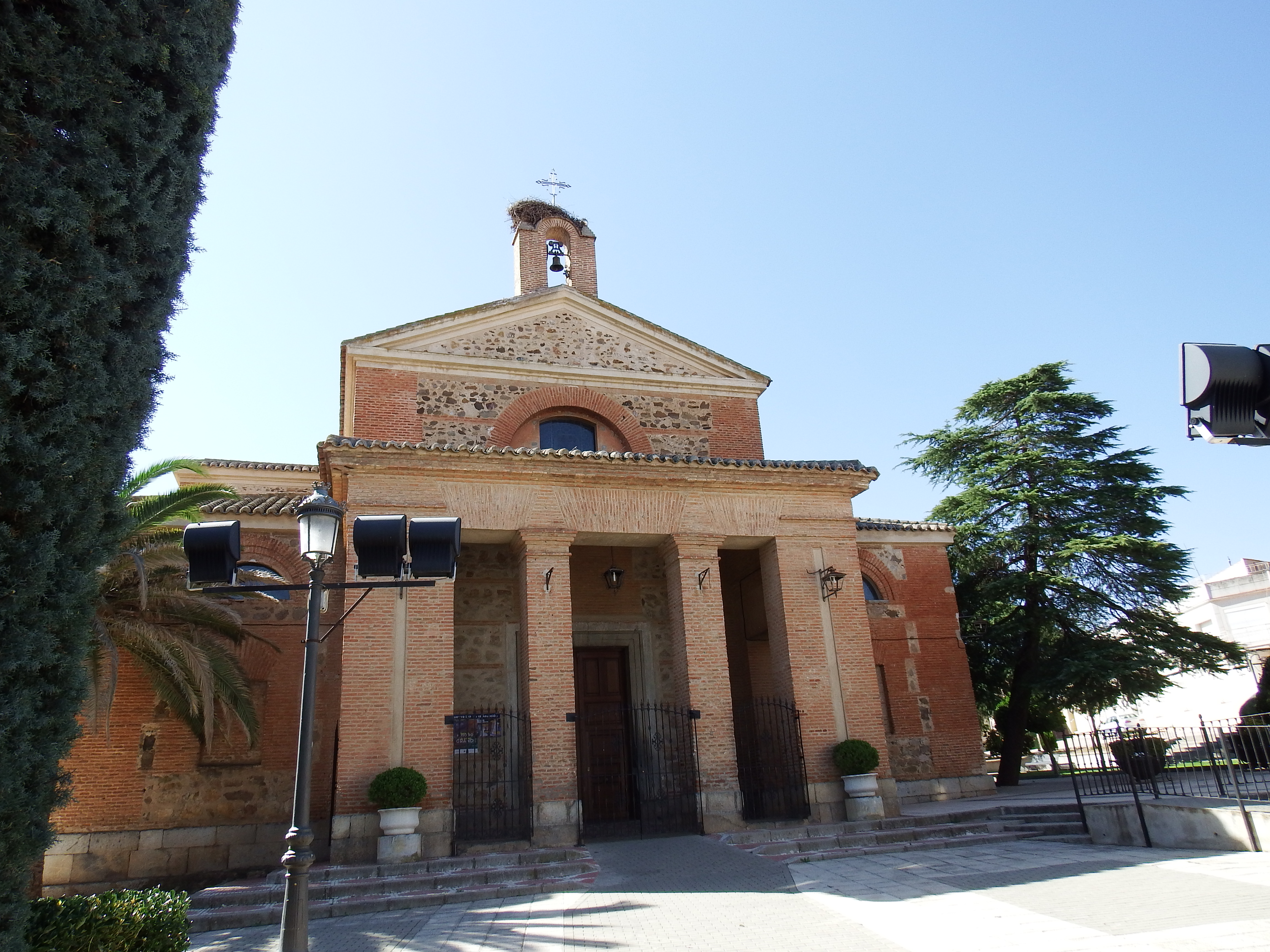
Kirche Mariä Himmelfahrt
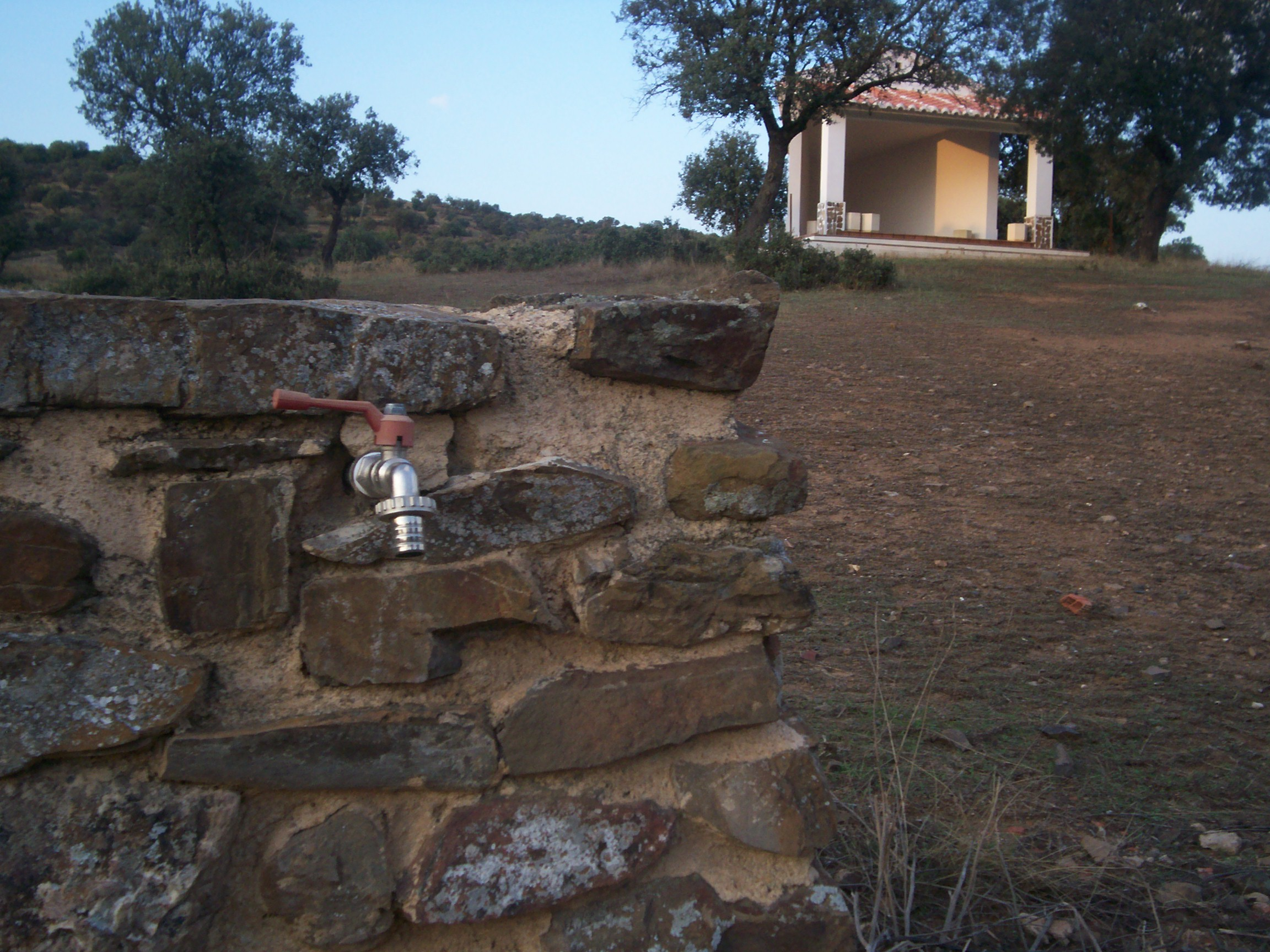
Kapelle von La Dehesa
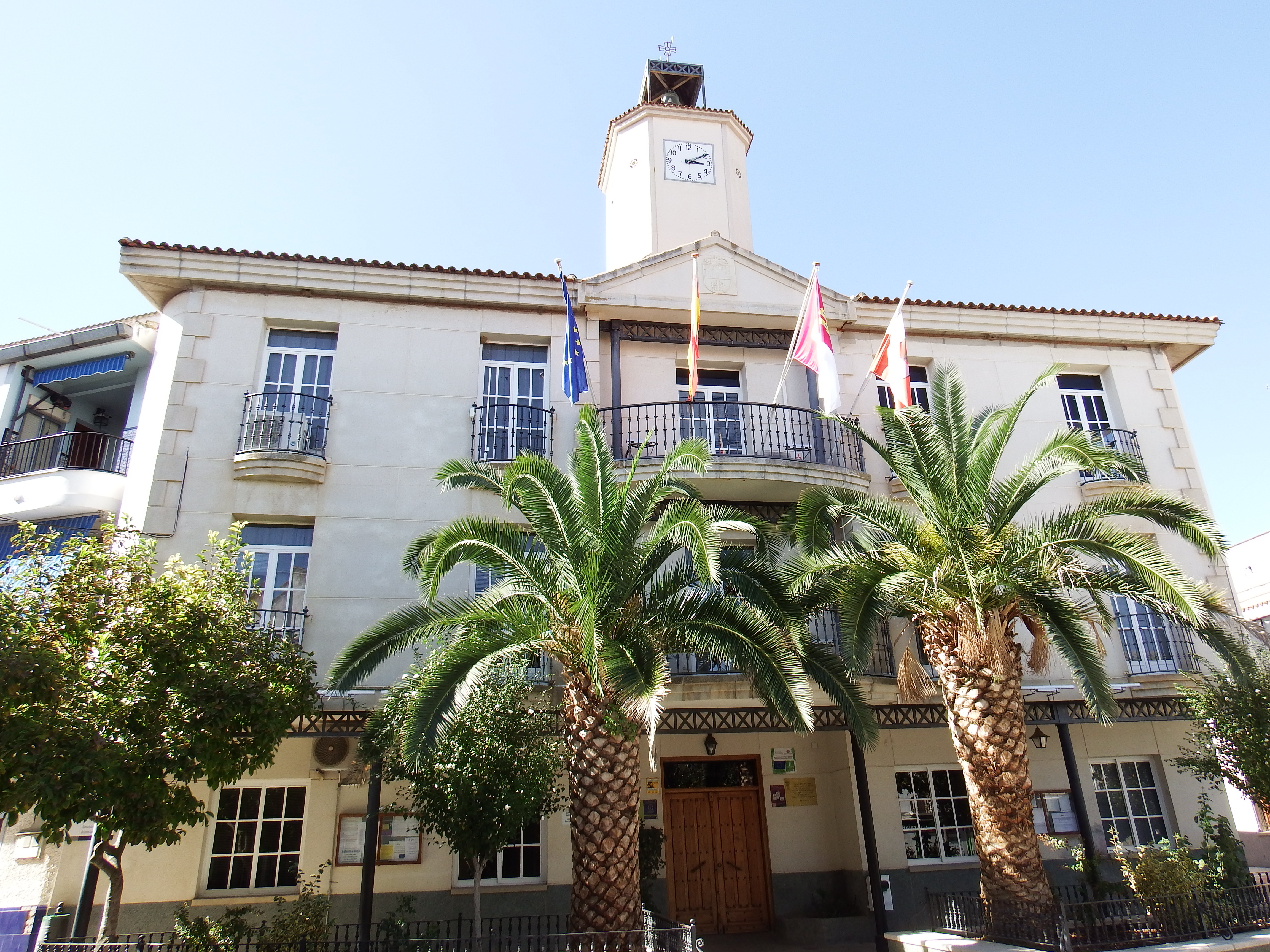
Rathaus